# KV2
Ngôi mộ KV2 là một ngôi mộ Ai Cập cổ của vị Pharaon Ramses IV, nằm trong Thung lũng của các vị Vua. Nó nằm thấp trong nền ở trung tâm thung lũng, giữa KV7 và KV1. Nó đã được khám phá từ thời cổ đại và có những dấu hiệu cho thấy rằng một số người đã vẽ Graffiti lên những bức tường của lăng mộ.

## Kế hoạch ban đầu của ngôi mộ
Các kế hoạch trong việc xây dựng ngôi mộ được biết dựa vào sự bố trí để xây dựng của nó. Một tấm giấy cói (hiên được trung bày ở Viện bảo tàng ở Turin) cung cấp thông tin chi tiết về các kế hoạch xây dựng và sử dụng của ngôi mộ. Tất cả những đoạn hành lang và phòng chôn đều còn nguyên vẹn. Tấm giấy cói cũng miêu tả một quan tài Pharaon bên trong mộ. Cách bố trí đền thờ đã được tìm thấy nguyên vẹn trong ngôi mộ của Tutankhamun ở KV62. Một tấm bảng khắc hình ảnh về ngôi mộ đã được tìm thấy ghi trên một phiến đá vôi nằm không xa lối vào của ngôi mộ.

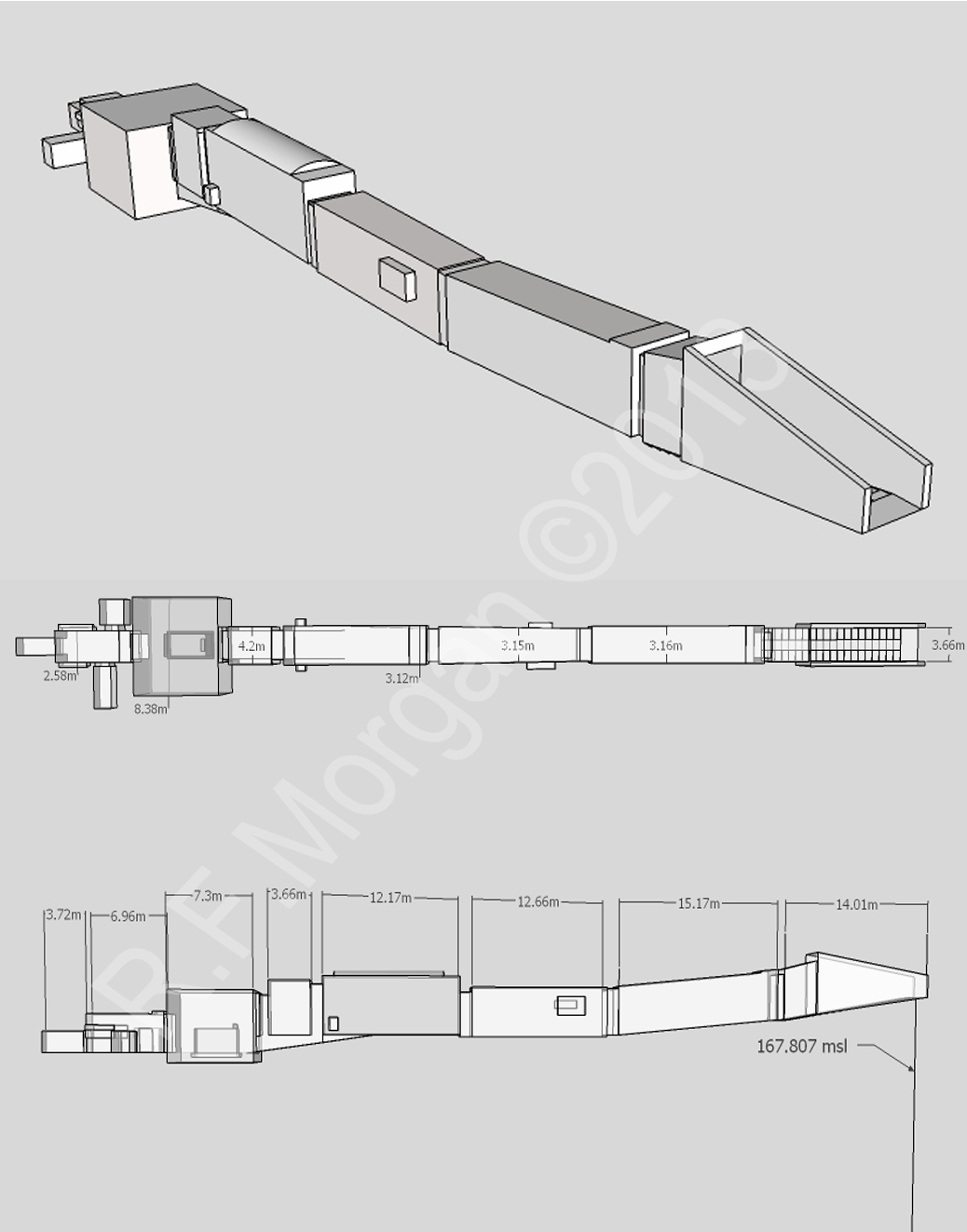
Hình ảnh KV2 chụp từ một mô hình 3d

## Khám phá mộ vào thời cổ đại

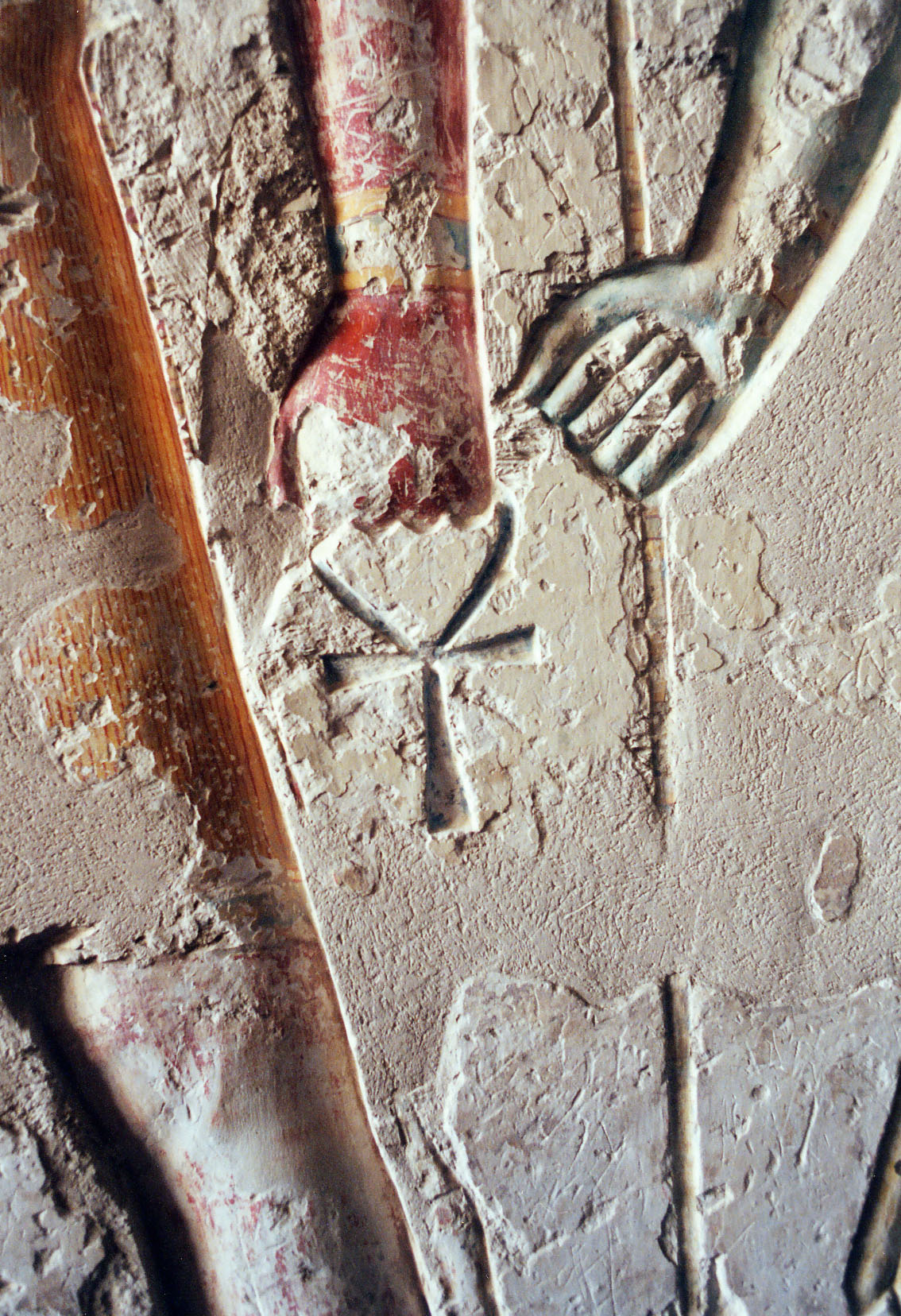
Các vật dụng tìm thấy trong KV2

Lăng mộ là một trong khoảng 11 ngôi mộ mở đã được biết đến từ thời cổ. KV2 chứa số hình vẽ cổ xưa nhiều thứ nhì ở Thung lũng (sau KV9), với 656 người Graffiti bao gồm những người cả từ Hy Lạp cổ đại, và La Mã. Cũng có những bức tranh miêu tả Thờ thánh và thánh giá trên những bức tường của ngôi mộ.

## Cuộc khai quật hiện đại
Nhà khảo cổ học Edward West đã khai quật lối vào của ngôi mộ trong những năm 1905 và 1906, tiếp theo đó là cuộc khai quật của Howard Carter vào năm 1920. Cả hai người đều tìm thấy những tàn tích các tài liệu cổ ở đó và những mảnh gỗ, thủy tinh và mảnh sứ bị vỡ.